# Hausberk (okres Český Krumlov)
Hausberk (též Hradiště) je zaniklý hrad, který stával na Šumavě v okrese Český Krumlov v Jihočeském kraji. Hrad se nacházel na vrcholu Hrad v katastrálním území Maňávka u Českého Krumlova, asi jeden 1,5 kilometru severozápadně od Perneku. Podle archeologických nálezů byl osídlen ve 13. století. Dochovaly se z něj terénní relikty, které jsou chráněny jako kulturní památka.

## Historie
O historii strážního hrádku, který kontroloval horní tok Vltavy, se nedochovaly žádné zprávy. Archeologický výzkum datoval jeho existenci do 13. století a zakladatelem hradu byl pravděpodobně panovník. Tomáš Durdík jej zařazuje mezi šumavské horské hrádky. František Kubů se jej pokusil ztotožnit s historicky doloženým, avšak dosud nelokalizovaným hradem Waltershausen. Podle této hypotézy měl hrad kolem roku 1360 založit probošt vyšehradské kapituly Dětřich z Portic na ochranu okolních proboštových vsí. V roce 1395 tyto vsi získal klášter Zlatá Koruna, kterému dříve patřily, a hrad zanikl. Nevelké rozměry hradu v extrémní poloze by ale neumožnily plnění těchto funkcí, a archeologicky získané informace dokládají dobu života hradu jen ve 13. století.

## Stavební podoba
Přístupová cesta k hradu vedla od západu po úzkém hřebeni. Asi patnáct metrů před hradem je hřeben přerušen pět metrů širokým příkopem. Za ním hřeben navazuje na plošinu s rozměry 26 × 26 metrů, jejíž severozápadní okraj lemuje zbytek valu.  Další skalnatý hřeben na plošinu navazuje na severovýchodě.